# Araneus graemii
Araneus graemii là một loài nhện trong họ Araneidae.
Loài này thuộc chi Araneus. Araneus graemii được Mary Agard Pocock miêu tả năm 1900.